# (4128) UKSTU
(4128) UKSTU (1988 BM5) – planetoida z pasa głównego asteroid okrążająca Słońce w ciągu 4,09 lat w średniej odległości 2,56 j.a. Odkryta 28 stycznia 1988 roku.